# Saelices el Chico
Saelices el Chico is een gemeente in de Spaanse provincie Salamanca in de regio Castilië en León met een oppervlakte van 45,55 km². Saelices el Chico telt 152 inwoners (1 januari 2016).

## Demografische ontwikkeling
Bron: INE, 1857-2011: volkstellingen